# پل کینگ
پل تامس کینگ (انگلیسی: Paul Thomas King؛ زادهٔ ۲۹ ژوئیهٔ ۱۹۷۸) نویسنده و کارگردان بریتانیایی است. از آثار وی می‌توان به کارگردانی و نویسندگی فیلم‌های پدینگتون (۲۰۱۴) و پدینگتون ۲ (۲۰۱۷) اشاره کرد که برای هر دو نامزد جایزهٔ بهترین فیلم بریتانیایی و بهترین فیلم‌نامهٔ اقتباسی از جوایز فیلم بفتا شد.

## فیلم‌شناسی
فیلم
| سال  | عنوان           | کارگردان | نویسنده |
| ---- | --------------- | -------- | ------- |
| ۲۰۰۹ | بانی اند د بال  | آری      | آری     |
| ۲۰۱۴ | پدینگتون        | آری      | آری     |
| ۲۰۱۷ | پدینگتون ۲      | آری      | آری     |
| ۲۰۲۳ | وانکا           | آری      | آری     |
| ۲۰۲۴ | پدینگتون در پرو | نه       | داستان  |

تلویزیون
| سال       | عنوان                                      | کارگردان | نویسنده | توضیحات    |
| --------- | ------------------------------------------ | -------- | ------- | ---------- |
| ۲۰۰۴      | Garth Marenghi's Darkplace                 | هم‌دست    | نه      | ۶ قسمت     |
| ۲۰۰۴–۲۰۰۷ | بوش قدرتمند                                | آری      | نه      | ۲۰ قسمت    |
| ۲۰۰۷      | داگ‌فیس                                     | آری      | آری     | ۵ قسمت     |
| ۲۰۰۹      | The Mighty Boosh Live: Future Sailors Tour | آری      | نه      | نمایش زنده |
| ۲۰۱۰–۲۰۱۱ | بیا با من پرواز کن                         | آری      | نه      | ۶ قسمت     |
| ۲۰۱۱      | Little Crackers                            | آری      | نه      | ۲ قسمت     |
| ۲۰۲۰      | نیروی فضایی                                | آری      | نه      | ۲ قسمت     |